# Nisowje
Nisowje (russisch Низовье, deutsch Waldau) ist eine Siedlung in der russischen Oblast Kaliningrad. Sie liegt im Rajon Gurjewsk und gehört zur kommunalen Selbstverwaltungseinheit Stadtkreis Gurjewsk.

## Geographische Lage
Nisowje liegt etwa 18 Kilometer östlich der Stadt Kaliningrad (Königsberg) an der russischen Fernstraße A 229 (ehemalige deutsche Reichsstraße 1, heute auch Europastraße 77). Im Ort zweigt an der Fernstraße A 190 eine Nebenstraße in nördlicher Richtung über Orechowka (Poduhren) nach Konstantinowka (Konradswalde) ab.
Bis 1945 war Waldau (Ostpr) eine Bahnstation an der Strecke von Königsberg (Preußen) (russisch: Kaliningrad) über Prawten (Lomonossowo) nach Possindern (Roschtschino) und Tapiau (Gwardeisk) der Königsberger Kleinbahn.

## Ortsname
Der Name des Dorfes dürfte aus dem Prußischen herzuleiten sein, wo „waldonis“ so viel wie „Herrscher“  heißt.

## Geschichte

Waldau, östlich von Königsberg, auf einer Landkarte von 1910.

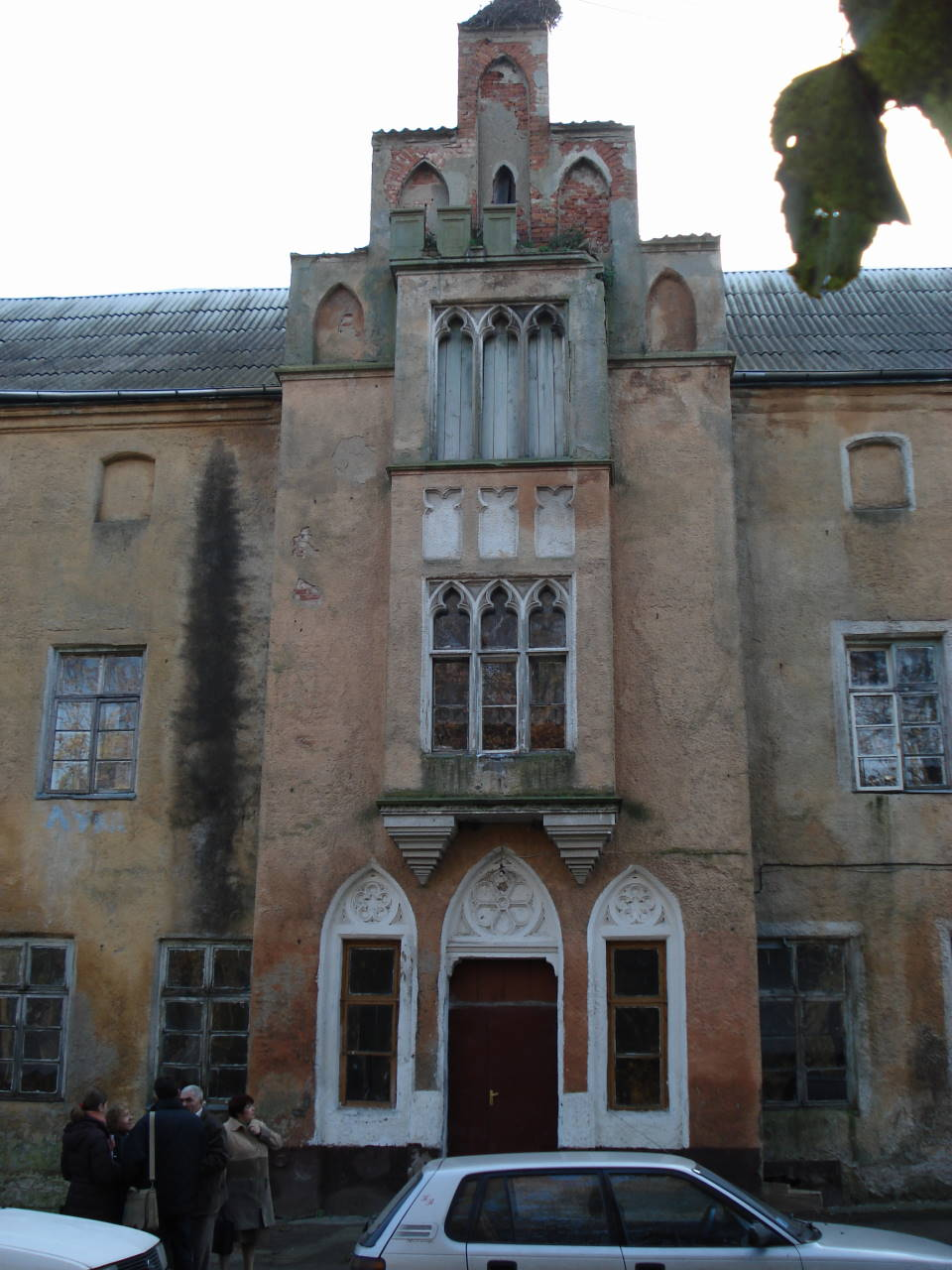
Südflügel von Schloss Waldau (2007)

Östlich von Königsberg (Preußen) gelegen, war Waldau im Kirchspiel Arnau (heute russisch: Rodniki, vor 2003: Marjino) seit 1258 beurkundet. Treu zum Deutschen Orden stehend, legten zwei samländische Ritter 1264 die Ordensburg Waldau an, die seit 1457 den Hochmeistern zeitweilig als Sommerresidenz diente. Um 1860 wurde das Schloss für die erste landwirtschaftliche Hochschule (1858) in Ostpreußen umgebaut; sie wurde aber schon 1868 nach Königsberg verlegt. Ab 1870 war das Schloss Waldau ein Lehrerseminar, das mit dem Königlichen Waisenhaus verbunden war. Der Vater von Lothar Turowski war der letzte Seminardirektor. Das Seminar wurde nach dem Ersten Weltkrieg aufgelöst.
Am 30. April 1874 wurde Waldau Verwaltungssitz und namensgebender Ort für den neu errichteten Amtsbezirk Waldau, der bis 1945 bestand und zum Landkreis Königsberg (Preußen) (1939 bis 1946 Landkreis Samland) im Regierungsbezirk Königsberg der preußischen Provinz Ostpreußen gehörte. Im Jahre 1910 zählte die Landgemeinde Waldau 156, die Domäne Waldau 368 Einwohner.
Am 30. September 1928 wurden Teile der Domäne Waldau und der Gutsbezirke Linken (heute russisch: Koschewoje) und Adlig Wargienen (Aprelewla) aus dem Amtsbezirk Groß Legden (Dobroje) nach Waldau eingemeindet. Am 28. März 1929 kam auch der Gutsbezirk Fuchshöfen aus dem gleichnamigen Amtsbezirk zu Waldau. Die Einwohnerzahl Waldaus betrug 1933 713 und stieg bis 1939 auf 789.
Infolge des Zweiten Weltkrieges kam Waldau mit dem nördlichen Ostpreußen zur Sowjetunion und erhielt 1947 den russischen Namen „Nisowje“. Gleichzeitig wurde der Ort Sitz eines Dorfsowjets im Rajon Gurjewsk. Von 2008 bis 2013 war Nisowje Sitz einer Landgemeinde und gehört seitdem zum Stadtkreis Gurjewsk.
Von Schloss Waldau steht noch der ehemalige Südflügel. Nach 1945 war es zunächst eine polytechnische Oberschule.

### Einwohnerentwicklung
| Jahr | Einwohner | Bemerkungen                                 |
| ---- | --------- | ------------------------------------------- |
| 1910 | 524       | Landgemeinde und Domäne zusammen            |
| 1933 | 713       | Einschließlich der 1928 eingemeindeten Orte |
| 1939 | 789       | Einschließlich der 1928 eingemeindeten Orte |
| 2002 | 706       |                                             |
| 2010 | 703       |                                             |

### Amtsbezirk Waldau (1874–1945)
Zwischen 1874 und 1945 bestand der Amtsbezirk Waldau, dem ursprünglich zwei Landgemeinden und vier Gutsbezirke zugeordnet waren:
| Name           | Russischer Name | Bemerkungen                                                                                    |
| -------------- | --------------- | ---------------------------------------------------------------------------------------------- |
| Landgemeinden: |                 |                                                                                                |
| Waldau         | Nisowje         |                                                                                                |
| Wolfsdorf      | Krasnoje        |                                                                                                |
| Gutsbezirke:   |                 |                                                                                                |
| Linken         | Koschewoje      | 1928 in die Landgemeinde Waldau eingegliedert                                                  |
| Littersdorf    |                 |                                                                                                |
| Praddau        | Solnetschnoje   | 1928 in die Landgemeinde Wolfsdorf eingegliedert                                               |
| Domäne Waldau  | Nisowje         | 1928 in Teilen in die Landgemeinden Waldau, Altsitt, Heiligenwalde und Norgehnen eingegliedert |

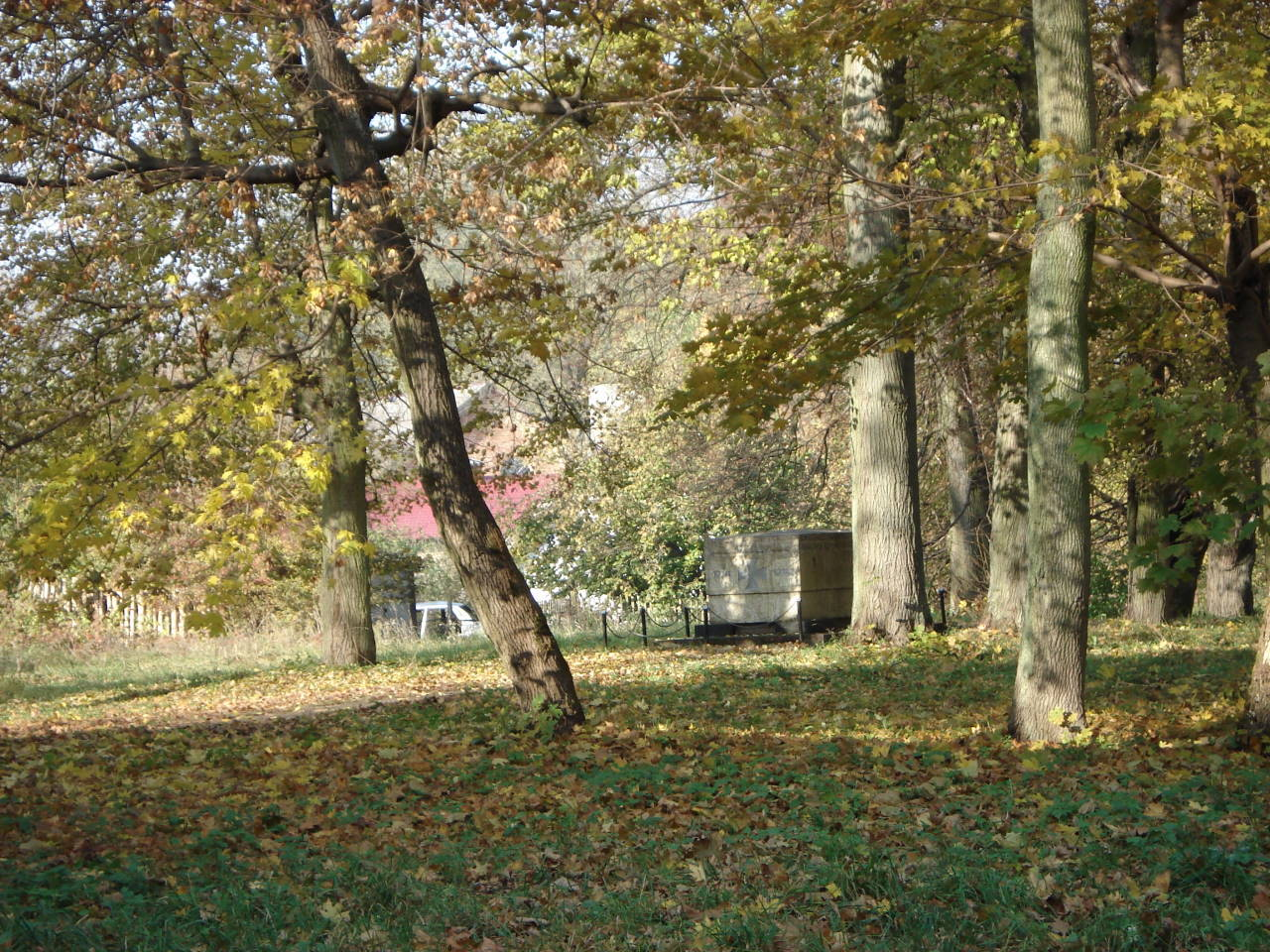
Denkmal im Schlosspark Waldau

Aufgrund der Umstrukturierungen bestand der Amtsbezirk Waldau am 1. Januar 1945 nur noch aus den beiden Gemeinden Waldau und Wolfsdorf.

### Nisowski selski Sowet/okrug 1947–2008
Der Dorfsowjet Nisowski selski Sowet (ru. Низовский сельский Совет) wurde im Juni 1947 eingerichtet. Im Jahr 1954 wurden (offenbar) weitere Orte aus den Dorfsowjets Saosjorski selski Sowet und Jaroslawski selski Sowet in diesen Dorfsowjet einbezogen. Nach dem Zerfall der Sowjetunion bestand die Verwaltungseinheit als Dorfbezirk Nisowski selski okrug (ru. Низовский сельский округ). Im Jahr 2008 wurde der Dorfbezirk in eine Landgemeinde umgewandelt.
| Ortsname                                | Name bis 1947/50                               | Bemerkungen |
| --------------------------------------- | ---------------------------------------------- | --- |
| Aprelewka (Апрелевка)                   | Wargienen                                      | Der Ort wurde 1947 umbenannt. |
| Artemjowo (Артемьево)                   | Polnisch Werder, 1938–1945: „Preußisch Werder“ | Der Ort wurde 1950 umbenannt und vermutlich vor 1975 an den Ort Uschakowo angeschlossen. |
| Dobroje (Доброе)                        | Legden                                         | Der Ort wurde 1947 umbenannt und war zunächst in den Dorfsowjet Jaroslawski eingeordnet. |
| Dworki (Дворки)                         | Rogahnen                                       | Der Ort wurde 1947 umbenannt. |
| Gluchowo (Глухово)                      | Oblitten                                       | Der Ort wurde 1947 umbenannt und war zunächst in den Dorfsowjet Golowenski eingeordnet. Er wurde vor 1975 verlassen.                                                                          |
| Gruschewka (Грушевка)                   | Kalkeim                                        | Der Ort wurde 1950 umbenannt und vor 1988 verlassen. |
| Jaroslawez (Ярославец)                  | Ober Heiligenwalde                             | Der Ort wurde 1950 umbenannt und vor 1975 verlassen. |
| Jastrebki (Ястребки)                    | Mantau                                         | Der Ort wurde 1950 umbenannt und war zunächst in den Dorfsowjet Jaroslawski eingeordnet. Er wurde vor 1975 verlassen.                                                                         |
| Kalinowka (Калиновка)                   | Rodmannshöfen                                  | Der Ort wurde 1947 umbenannt und zunächst (offenbar fälschlicherweise) in den Dorfsowjet Saliwenski eingeordnet.                                                                              |
| Kaschtanowka (Каштановка)               | Gänsekrug                                      | Der Ort wurde vor 1975 umbenannt. |
| Kolzowo (Колцово)                       | Friedrichswalde                                | Der Ort wurde 1950 umbenannt und vermutlich vor 1975 an den Ort Strelkowo angeschlossen. |
| Koschewoje (Кошевое)                    | Linken                                         | Der Ort wurde 1947 umbenannt. |
| Krasnoje (Красное)                      | Wolfsdorf                                      | Der Ort wurde 1950 umbenannt. |
| Ljubimowka (Любимовка)                  | Ziegelei Siebeneichen                          | Der Ort wurde 1950 umbenannt und war zunächst in den Dorfsowjet Jaroslawski eingeordnet. Es ist allerdings unsicher, ob der Ort 1954 noch existierte. Er wurde jedenfalls vor 1975 verlassen. |
| Malinniki (Малинники)                   | Spitzings                                      | Der Ort wurde 1950 umbenannt und war zunächst in den Dorfsowjet Jaroslawski eingeordnet. |
| Malinowka (Малиновка)                   | Stangau                                        | Der Ort wurde 1950 umbenannt. |
| Marjino (Марьино)                       | Arnau                                          | Der Ort wurde 1947 umbenannt und vor 1975 an den Ort Rodniki angeschlossen. |
| Matwejewo (Матвеево)                    | Hermannshof                                    | Der Ort wurde 1950 umbenannt und war zunächst in den Dorfsowjet Jaroslawski eingeordnet. Er wurde 1997 in Matwejewka umbenannt.                                                               |
| Molodezkoje (Молодецкое)                | Heiligenwalde [Domäne]                         | Der Ort wurde 1950 umbenannt. |
| Nagornoje (Нагорное)                    | Koggen                                         | Der Ort wurde 1950 umbenannt. |
| Nisowje (Низовье)                       | Waldau                                         | Verwaltungssitz |
| Nowo-Komsomolskoje (Ново-Комсомольское) | Neu Heiligenwalde                              | Der Ort wurde 1950 umbenannt und vor 1975 verlassen. |
| Orechowka (Ореховка)                    | Poduhren                                       | Der Ort wurde 1947 umbenannt und war zunächst in den Dorfsowjet Jaroslawski eingeordnet. |
| Pobedino (Победино)                     | Legitten                                       | Der Ort wurde 1947 umbenannt. |
| Poddubnoje (Поддубное)                  | Fürstenwalde                                   | Der Ort wurde 1947 umbenannt und war zunächst in den Dorfsowjet Jaroslawski eingeordnet. |
| Podgornoje (Подгорное)                  | Gamsau                                         | Der Ort wurde 1947 umbenannt. |
| Podolskoje (Подольское)                 | Praßnicken                                     | Der Ort wurde 1950 umbenannt und war zunächst in den Dorfsowjet Jaroslawski eingeordnet. Er verlor vor 1975 seine Eigenständigkeit.                                                           |
| Pribreschnoje (Прибрежное)              | Palmburg                                       | Der Ort wurde 1947 umbenannt und war zunächst in den Dorfsowjet Saosjorski eingeordnet. |
| Prochorowka (Прохоровка)                | Fünflinden                                     | Der Ort wurde 1947 umbenannt. |
| Rjabinowka (Рябиновка)                  | Jungferndorf                                   | Der Ort wurde 1947 umbenannt und vor 1975 an den Ort Rodniki angeschlossen. |
| Rodniki (Родники)                       | Preußisch Arnau                                | Der Ort wurde 1950 umbenannt. |
| Saosjorje (Заозёрье)                    | Lapsau, Tharaunenkrug und Wangnicken           | Der Ort wurde 1947 umbenannt und war zunächst der Verwaltungssitz des Dorfsowjets Saosjorski.                                                                                                 |
| Sasanowka (Сазоновка)                   | Sonnigkeim                                     | Der Ort wurde 1947 umbenannt und war zunächst in den Dorfsowjet Jaroslawski eingeordnet. |
| Slawjanskoje (Славянское)               | Fuchshöfen                                     | Der Ort wurde 1947 umbenannt. |
| Solnetschnoje (Солнечное)               | Praddau                                        | Der Ort wurde 1950 umbenannt. |
| Strelkowo (Стрелково)                   | Norgehnen                                      | Der Ort wurde 1950 umbenannt und 1997 in Strelzowo umbenannt. Dies geschah offenbar im Hinblick auf den angeschlossenen Ort Kolzowo, an dessen Ortsstelle dieser Ort nur noch bestand.        |
| Trubkino (Трубкино)                     | Gehlblum                                       | Der Ort wurde 1950 umbenannt. |
| Tscheremchowo (Черемхово)               | Dossitten                                      | Der Ort wurde 1947 umbenannt und war zunächst in den Dorfsowjet Jaroslawski eingeordnet. |
| Uschakowo (Ушаково)                     | Heiligenwalde [Dorf]                           | Der Ort wurde 1947 umbenannt. |
| Worobjowo (Воробьёво)                   | Groß Hohenrade                                 | Der Ort wurde 1947 umbenannt. |
| Wyssokoje (Высокое)                     | Pogauen                                        | Der Ort wurde 1947 umbenannt. |

### Nisowskoje selskoje posselenije 2008–2013

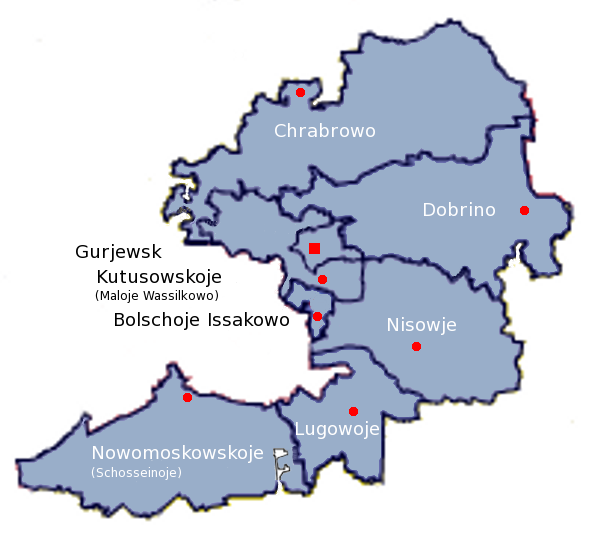
Die Landgemeinde Nisowskoje selskoje posselenije in der östlichen Mitte des Rajon Gurjewsk

Die Landgemeinde Nisowskoje selskoje posselenije (ru. Низовское сельское поселение) wurde im Jahr 2008 eingerichtet. Auf einer Fläche von 136,1 km² lebten 4.409 Einwohner (Stand 2010) in 30 Siedlungen, die vorher zum Dorfbezirk Nisowski selski okrug gehört hatten. Im Jahr 2013 wurde die Landgemeinde wieder aufgelöst und deren Orte in den Stadtkreis Gurjewsk eingegliedert.
| Ortsname                  | deutscher Name               |  | Ortsname                   | deutscher Name                          |
| ------------------------- | ---------------------------- |  | -------------------------- | --------------------------------------- |
| Aprelewka (Апрелевка)     | Wargienen                    |  | Poddubnoje (Пддубное)      | Fürstenwalde                            |
| Dobroje (Доброе)          | Groß Legden und Klein Legden |  | Podgornoje (Подгорное)     | Gamsau                                  |
| Dworki (Дворки)           | Rogahnen                     |  | Pribreschnoje (Прибрежное) | Palmburg                                |
| Kalinowka (Калиновка)     | Rodmannshöfen                |  | Prochorowka (Прохоровка)   | Fünflinden                              |
| Kaschtanowka (Каштановка) | Gänsekrug                    |  | Rodniki (Родники)          | Arnau, Preußisch Arnau und Jungferndorf |
| Koschewoje (Кошевое)      | Linken                       |  | Saosjorje (Заозёрье)       | Lapsau, Tharaunenkrug und Wangnicken    |
| Krasnoje (Красное)        | Wolfsdorf                    |  | Sasanowka (Сазановка)      | Sonnigkeim                              |
| Malinniki (Малиники)      | Spitzings                    |  | Slawjanskoje (Славянское)  | Fuchshöfen                              |
| Malinowka (Малинова)      | Stangau                      |  | Solnetschnoje (Солнечное)  | Praddau                                 |
| Matwejewka (Матвеевка)    | Hermannshof                  |  | Strelzowo (Стрельцово)     | Friedrichswalde                         |
| Molodezkoje (Молодецкое)  | Heiligenwalde (Domäne)       |  | Trubkino (Трубкино)        | Gehlblum                                |
| Nagornoje (Нагорное)      | Koggen                       |  | Tscheremchowo (Черемхово)  | Dossitten                               |
| Nisowje (Низовье)         | Waldau                       |  | Uschakowo (Ушаково)        | Heiligenwalde (Dorf)                    |
| Orechowka (Ореховка)      | Poduhren                     |  | Worobjowo (Ворбьёво)       | Groß Hohenrade                          |
| Pobedino (Победино)       | Legitten                     |  | Wyssokoje (Высокое)        | Pogauen                                 |

## Kirche
Die Bevölkerung Waldaus war vor 1945 überwiegend evangelischer Konfession. Das Dorf und die Domäne waren in das Kirchspiel Arnau (heute russisch: Rodniki, bis vor 2003: Marjino) eingegliedert, das zum Kirchenkreis Königsberg-Land II in der Kirchenprovinz Ostpreußen der Kirche der Altpreußischen Union gehörte. Letzter deutscher Geistlicher war Pfarrer Arthur Brodowski.
Heute sind die meisten Einwohner, soweit sie konfessionell gebunden sind, russisch-orthodox. Bezüglich der evangelisch-lutherischen Kirchenstrukturen liegt Nisowje im Einzugsbereich der evangelisch-lutherischen Auferstehungskirche in Kaliningrad (Königsberg), der Hauptkirche der Propstei Kaliningrad der Evangelisch-lutherischen Kirche Europäisches Russland (ELKER).

## Sehenswürdigkeiten
Das heutige Schloss Waldau ging aus einer Burg des Deutschen Ordens hervor.